# 金碩基
金 碩基（キム・ソッキ、朝鮮語: 김석기、1954年8月6日 - ）は、韓国の警察官、政治家。第20・21・22代国会議員。元在大阪韓国総領事館総領事。本貫は慶州金氏。

## 経歴
慶尚北道慶州市安康邑出身。大倫高等学校、嶺南大学校行政学科、東国大学校行政大学院卒。警察行政学修士。
1997年に仁川延寿警察署長、1998年にソウル地方警察庁外事課長、ソウル水西警察署長、1999年にソウル地方警察庁防犯指導課長、2000年に警察庁東京駐在官、2003年にソウル地方警察庁警務部長、2004年に警察庁警務企画局長、慶北地方警察庁長、2006年に大邱地方警察庁長、警察総合学校長、2008年に警察庁次長、ソウル地方警察庁長を歴任した。2009年に警察庁長に内定されたが、同年2月にソウル市龍山区の建物解体現場での解体反対者と警察の衝突により発生した火災で抗争者5人と警察官1人が死亡したため、警察を辞めた。同年5月より韓国自由総連盟副総裁。
2011年2月に在大阪韓国総領事館総領事に就任したが、わずか8ヶ月後に第19代総選挙への立候補を表明したため辞任した。選挙事務所の開所式には後援会長を務めていた金東吉博士のほか、総領事を務めた縁で日本から衆議院議員の松岡広隆や京都韓国商工会議所の朴義淳会長も参加し、京都府知事の山田啓二も祝電を打った。落選後、2013年10月より韓国空港公社社長、2014年12月より韓国航空セキュリティ学会長。
2016年の第20代総選挙と2020年の第21代総選挙で2回連続当選したほか、第20代国会前半期教育文化体育観光委員会委員、韓日議員連盟常任幹事、自由韓国党中央研修院長・在外同胞委員長・政策委員会副議長・慶尚北道党委員長、第20代国会後半期国土交通委員会委員・エネルギー特別委員会委員・予算決算特別委員会委員、自由韓国党非常対策委員会戦略企画副総長・地方自治委員会委員長、未来統合党地方自治委員会委員長・慶尚北道党慶州市党員協議会運営委員長・在外同胞委員会委員長、第21代国会前半期外交統一委員会幹事、国民の力事務総長を歴任した。

## 発言・活動
2019年10月17日、ソウル市庁で開かれた国会国土交通委員会のソウル市国政監査でソウル市が税金を対北交流事業に投入したことについて、ソウル市長の朴元淳に「統一したら首都を平壌にするという考えをお持ちですか」と質問し、朴を激怒させた。
2021年7月16日、国民の力院内対策会議で韓日議員連盟の幹事長として同月14日に東京オリンピックの協力案の議論のために日本を1泊2日の日程で訪問したことを言及し、「一昨日私が日本の東京に行って、日本側から『あの人たちとは会話ができないが、どうか政権が変わって正常な会話ができたらいいという立場だ』と言われた」とし、「日本の自民党政権は来年の大統領選挙で韓国に政権交代が起こることを願っている」と主張したため、波紋を呼んだ。
2021年9月、国会外交・統一・安保分野の対政府部門の質問で、F-35A導入反対運動への北朝鮮の介入、いわゆる「清州スパイ団事件」の関係者が2017年の大統領選挙で文在寅の陣営に属したことを取り上げ、「（当時の）文在寅大統領がスパイの支援を受けて当選した」と発言し物議を醸した。その後、親文派の積弊清算国民参与連帯により大統領の名誉毀損の容疑で告発されたが、警察側は国会での質問という職務上の発言のため「免責特権」があり、公訴権がないと判断し、不送致処分とした。
2022年4月、国民の力在外同胞委員長として、多重国籍の許容年齢を現行の満年齢65歳以上から満55歳以上に引き下げる内容を盛り込む「国籍法の一部を改正する法律案」を代表発議した。

## エピソード
慶州出身には相当な自負心を持ち、「千年古都慶州出身の国会議員」と自称し、「慶州を東洋のローマにする」という抱負も持っている。「文武大王陵一帯聖域化事業」「浦項慶州空港への名称変更」「新羅王京復元事業」など地元慶州の発展に関する事業には熱心的である。

## 著作
- エリート警察から一等CEOに（엘리트 경찰에서 1등 CEO로）、2015年、ISBN 9791155784051[13]